# Possible
『Possible』（ポッシブル）は、日本のシンガーソングライター舞花の1枚目のスタジオ・アルバム。

## 背景
音楽雑誌『音楽と人』のインタビューで舞花は、アルバムのイメージカラーが「赤」であることを明かしている。舞花は赤色に対して「反抗」「情熱」「若さ」という印象を思っており、最も好きな色だった。ファーストアルバムを赤にするというのは、中学1年生の時に思いついたものである。収録曲はメッセージ性のある曲と舞花自身のパーソナルな部分をバランスよく組み込んでいる。精神的に落ち込んだり、反抗して悲しむ様な曲もあるが、最終的には全部ポジティブな曲に仕上がっている。収録曲は全て、舞花が地元熊本で音楽活動を行っていた高校生の時に制作されたものである。
『Never Never Never give up』はインディーズ時代のシングルで、『never cry』『教えてよ〜miseducation〜』はメジャー・デビュー後のシングルである。『never cry』は熊本県民テレビ『テレビタミン』2010年5月度エンディングテーマ、『教えてよ〜miseducation〜』はTBS系『CDTV』同年6月度エンディングテーマに使用された。

## チャート成績
2010年7月5日付のオリコン週間チャートで初登場及び最高49位を記録した。

## 収録曲
| #         | タイトル                      | 作詞・作曲 | 編曲                 | 時間  |
| --------- | ----------------------------- | ---------- | -------------------- | ----- |
| 1.        | 「教えてよ〜miseducation〜」  | 舞花・YUMI | ソン・ルイ・飯塚啓介 | 4:45  |
| 2.        | 「帰り道」                    | 舞花・YUMI | 松岡モトキ・伊藤隆博 | 5:40  |
| 3.        | 「never cry」                 | 舞花・YUMI | 松岡モトキ・伊藤隆博 | 5:27  |
| 4.        | 「Never Never Never give up」 | 舞花       | Jeff Miyahara        | 3:27  |
| 5.        | 「道」                        | 舞花       | 松岡モトキ・伊藤隆博 | 5:22  |
| 6.        | 「minor girl」                | 舞花       |                      | 4:52  |
| 7.        | 「darlin'」                   | 舞花       |                      | 6:55  |
| 合計時間: | 合計時間:                     | 合計時間:  | 合計時間:            | 36:28 |